# Dolenja Brezovica (Šentjernej)
Dolenja Brezovica is een plaats in Slovenië en maakt deel uit van de gemeente Šentjernej in de NUTS-3-regio Jugovzhodna Slovenija. De plaats telde 157 inwoners op 1 januari 2020.